# Éditions Sikorski
Éditions Sikorski est une maison d'édition musicale fondée en 1935 par Hans Sikorski. L'entreprise est située à Hambourg en Allemagne.

## Catalogue
Parmi les compositeurs les plus connus publiés chez Sikorski, on retrouve Lera Auerbach, Edison Denisov, Moritz Eggert, Sofia Gubaidulina, Dmitri Kabalevski, Giya Kancheli, Aram Khachaturian, Sergei Prokofiev, Arvo Pärt, Sergueï Rachmaninov, Osmo Tapio Räihälä, Alfred Schnittke et Dmitri Chostakovitch.